# Západní provincie (Slovensko)

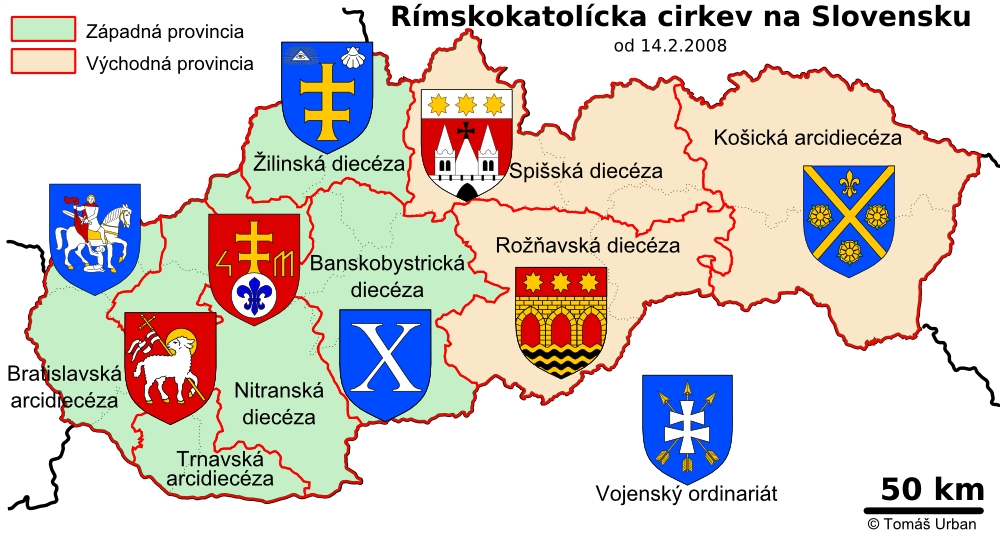
Západní provincie a její diecéze

Západní (západoslovenská, bratislavská) římskokatolická církevní provincie (do roku 2008 Bratislavsko-trnavská provincie) na Slovensku vznikla 31. března 1995 rozdělením dřívější jediné Slovenské církevní provincie (existující od roku 1977) na Košickou (nynější Východní) a Bratislavsko-trnavskou provincii. Skládá se z těchto diecézí:
- metropolitní arcidiecéze bratislavská (vznikla v roce 2008)
- sufragánní arcidiecéze trnavská (do roku 2008 metropolitní arcidiecéze bratislavsko-trnavská se sídlem v Trnavě)
- diecéze banskobystrická
- diecéze nitranská
- diecéze žilinská (vznikla v roce 2008)